# Xu Zhouzheng
Xu Zhouzheng (* 26. Dezember 1995) ist ein chinesischer Sprinter, der sich auf den 100-Meter-Lauf spezialisiert.

## Sportliche Laufbahn
Erste internationale Erfahrungen sammelte Xu Zhouzheng bei den Juniorenasienmeisterschaften 2014 in Taipeh, bei denen er über 100 Meter in der ersten Runde ausschied und mit der chinesischen 4-mal-100-Meter-Staffel Rang sieben belegte. 2017 nahm er mit der Staffel an den Asienmeisterschaften in Bhubaneswar und gewann dort mit der Staffel die Goldmedaille; Er kam jedoch nur im Vorlauf zum Einsatz. Im Jahr darauf nahm er erstmals an den Asienspielen in Jakarta teil und gewann dort mit der chinesischen Stafette in 38,89 s die Bronzemedaille hinter den Teams aus Japan und Indonesien. Im Einzelbewerb über 100 Meter schied er mit 10,36 s im Halbfinale aus. 2019 erreichte er bei den Asienmeisterschaften in Doha das Halbfinale, in dem er mit 10,36 s ausschied. Zudem kam er in der Staffel im Vorlauf zum Einsatz. Mit seinen Leistungen qualifizierte er sich erstmals für die Weltmeisterschaften in Doha, bei denen er mit 10,37 s im Vorlauf ausschied. Zudem gelangte er mit der Staffel bis in das Finale und belegte dort in 38,07 s den sechsten Platz.
2018 wurde Xu Chinesischer Meister im 100-Meter-Lauf.

## Persönliche Bestzeiten
- 100 Meter: 10,12 s (+0,7 m/s), 30. Juni 2019 in La Chaux-de-Fonds
  - 60 Meter (Halle): 6,48 s, 23. März 2018 in Peking